# Anti-Nowhere League
Anti-Nowhere League är ett engelskt punkband som bildades 1980 av sångaren och frontmannen Animal (Nick Kulmer). Efter ett uppehåll mellan 1989 och 1992 är de ännu verksamma. Anti-Nowhere Leagues mest kända låt är "So What?" som innehåller extremt sexuella och våldsamma textrader som även Metallica har gjort en cover på.

## Diskografi
Studioalbum
- 1982 – We Are…The League
- 1987 – The Perfect Crime
- 1997 – Scum
- 2005 – Kings and Queens
- 2007 – The Road To Rampton
- 2014 – We Are...The League...Un-cut
- 2016 – The Cage
- 2017 – League Style

Livealbum
- 1983 – Live In Yugoslavia
- 1989 – Live and Loud
- 1996 – The Horse is Dead
- 1998 – Return To Yugoslavia
- 1999 – Live: So What?
- 2002 – Live Animals

Singlar
- 1981 – "Streets of London"
- 1982 – "I Hate... People"
- 1982 – "Woman"
- 1982 – "World War III"
- 1982 – "For You"
- 1984 – "Out On The Wasteland"
- 1987 – "Crime"
- 1989 – "Fuck Around The Clock"

EPs
- 1981 – Anti-Nowhere League EP
- 1996 – Pig Iron EP

Samlingsalbum
- 1985 – Long Live The League
- 1992 – Best of The Anti-Nowhere League
- 1995 – Complete Singles Collection
- 1999 – Anti Nowhere League – Anthology
- 2000 – So What?
- 2000 – Out of Control
- 2001 – Punk Singles and Rarities 1981 – 1984
- 2006 – Pig Iron – The Album
- 2006 – So What?: Early Demos and Live Abuse
- 2008 – Hell for Leather